# Batrachedra plagiocentra
Batrachedra plagiocentra là một loài bướm đêm thuộc họ Blastobasidae. Nó được tìm thấy ở Úc.